# Outtersteene Communal Cemetery Extension
Le cimetière « Outtersteene Communal Cemetery Extension » est un cimetière de la Première Guerre mondiale situé à Bailleul (Nord).

## Victimes
| Pays             | Victimes |
| ---------------- | -------- |
| Royaume-Uni      | 1142     |
| Canada           | 4        |
| Australie        | 240      |
| Nouvelle-Zélande | 2        |
| Afrique du Sud   | 1        |
| France           | 2        |
| Total            | 1 391    |